# Libnotes subocellata
Libnotes subocellata là một loài ruồi trong họ Limoniidae. Chúng phân bố ở miền Australasia.